# Маловоложикьїнське сільське поселення
Маловоложи́к'їнське сільське поселення (рос. Маловоложикьинское сельское поселение) — муніципальне утворення в складі Можгинського району Удмуртії, Росія. Адміністративний центр — село Мала Воложикья.
Населення — 672 особи (2015; 714 в 2012, 726 в 2010).
До складу поселення входять такі населені пункти:
| Населений пункт         | Населення, осіб (2010) | Населення, осіб (2012) |
| ----------------------- | ---------------------- | ---------------------- |
| Александрово, присілок  | 5                      | 5                      |
| Борінка, присілок       | 14                     | 13                     |
| Бурмакіно, присілок     | 2                      | 2                      |
| Мала Воложикья, село    | 490                    | 479                    |
| Сосновий Бор, присілок  | 5                      | 4                      |
| Студений Ключ, присілок | 0                      | 0                      |
| Чемошур-Уча, присілок   | 210                    | 211                    |

В поселенні діють середня школа, садочок, 2 фельдшерсько-акушерських пункти, клуб, бібліотека.
Серед промислових підприємств працює СПК «Воложик'їнський».